# Старошево
Старошево, Старошово или Ставрово (на гръцки: Σταυροδρόμι, Ставродроми, катаревуса: Σταυροδρόμιον, Ставродромион, до 1923 година Σταρός, Старос или Σταυρός, Ставрос) е село в Гърция, Егейска Македония, дем Синтика на област Централна Македония. Селото има 316 жители според преброяването от 2001 година.

## География
Селото е разположено в Сярското поле в полите на Круша планина. Намира се северозападно от град Сяр (Серес) и на запад от северозападния бряг на Бутковското езеро (Керкини).

## История

### Етимология
Според Йордан Н. Иванов името е по изчезналото лично име Старо̀ш, образувано от стар и – ош, като Драгош.

### В Османската империя
През XVIII век селото се намирало на запад от днешното в местността Дервено. Старошевци не са изконни жители. Преди повече от три века те са дошли тук от село Тренчови колиби, Струмишко (в Огражден планина).
През XIX век и началото на XX век Старошево е село в Сярската каза на Османската империя. То е чифлик на Саръ бей от Солун. В „Етнография на вилаетите Адрианопол, Монастир и Салоника“, издадена в Константинопол в 1878 година и отразяваща статистиката на населението от 1873 г., Старош (Staroch) е посочено като село с 33 домакинства, с 15 жители мюсюлмани и 80 жители българи.
В 1891 година Георги Стрезов пише за селото:
| „ | Старошово, чифлик на Сари бея от Солун; 1/2 час до селото Бутково, 3 часа на Ю от Порой. Гръцка църква; ново училищно здание, в което учат смесено. 70 къщи българе земеделци. | “ |

Според статистиката на Васил Кънчов („Македония. Етнография и статистика“) от 1900 година селото (Старошево) брои 460 жители, всички българи християни.
Според статистиката на секретаря на Българската екзархия Димитър Мишев („La Macédoine et sa Population Chrétienne“) в 1905 година християнското население на Старошево (Starochevo) се състои от 488 българи екзархисти и 56 българи патриаршисти гъркомани. В селото има 1 начално българско училище с 1 учител и 30 ученици.
При избухването на Балканската война в 1912 година двама души от Старошево са доброволци в Македоно-одринското опълчение.

### В Гърция
Селото е освободено от български части, но след Междусъюзническата война от 1913 година остава в пределите на Гърция.
В 1924 година селото наброява 80 български къщи (включително и 5 къщи гъркомани). През 1925 година всички български семейства се преселват в България - в град Петрич и региона.
В Старошево са заселени гърци-бежанци и според преброяването от 1928 година селото е смесено местно-бежанско с 60 бежански семейства с 214 души.

## Личности
Родени в Старошево
- Петрос Хирас (Πέτρος Χήρας), гръцки андартски деец, четник при Константинос Гарефис между 1905 и 1906 година, след това при Панайотис Пападзанетеас[10]
- Стойко Митев, македоно-одрински опълченец, четата на Дончо Златков[11]
- Щерьо Иванов (1892 – ?), македоно-одрински опълченец, Втора рота на Трета солунска дружина[12]